# 中国共产党第十届中央委员会
中国共产党第十届中央委员会由中国共产党第十次全国代表大会选出，任期为1973年至1977年。

## 历次全体会议

### 一中全会
中国共产党第十届中央委员会第一次全体会议于1973年8月30日在北京市召开，会议选举出了如下领导：
- 中央委员会主席：毛泽东
- 中央委员会副主席：周恩来、王洪文、康生、叶剑英、李德生

（以下按姓氏笔划为序）
- 中央政治局委员：毛泽东、王洪文、韦国清、叶剑英、刘伯承、江青（女）、朱德、许世友、华国锋、纪登奎、吴德、汪东兴、陈永贵、陈锡联、李先念、李德生、张春桥、周恩来、姚文元、康生、董必武
- 中央政治局候补委员：吴桂贤（女）、苏振华、倪志福、赛福鼎
- 中央政治局常务委员会委员：毛泽东、王洪文、叶剑英、朱德、李德生、张春桥、周恩来、康生、董必武[2]

### 二中全会
中国共产党第十届中央委员会第二次全体会议于1975年1月8日至1月10日在北京市召开，会议讨论了第四届全国人民代表大会的准备工作，决定将《中华人民共和国宪法修改草案》、《关于修改宪法的报告》、《政府工作报告》和全国人民代表大会常务委员会、中华人民共和国国务院成员的候选人名单提请全国人民代表大会讨论。会议还同意李德生辞去中共中央副主席、中共中央政治局常委的职务，补选邓小平为中共中央副主席、中共中央政治局常委、中共中央政治局委员。

### 三中全会
中国共产党第十届中央委员会第三次全体会议于1977年7月16日——7月21日在北京市召开，華國鋒主持會議:3726。中共中央副主席葉劍英、鄧小平在會上作重要講話:3726。会议决定追认华国锋为中国共产党中央委员会主席、中国共产党中央军事委员会主席，恢复邓小平的中共中央委员、中共中央政治局委员、中共中央政治局常委、中共中央副主席、中共中央军委副主席、中华人民共和国国务院副总理、中国人民解放军总参谋长的职务，同意了中共中央政治局的关于提前召开中国共产党第十一次全国代表大会的决定。